# تشریفات بندری
تشریفات بندری از بدو ورود تا خروج کشتی بدین گونه است:

## اقدامات پیش از ورود کشتی به بندر
- تعیین نمایندگی کشتیرانی
- اعلام نمایندگی کشتی به بندر و پذیرش مسئولیتهای مربوطه
- ارسال پیام زمان ورود تقریبی کشتی به لنگرگاه (ETA)

## ورود کشتی به لنگرگاه
- لنگراندازی کشتی
- گزارش ورود کشتی، تکمیل فرم ثبت
- هماهنگی نمایندگی کشتیرانی برای پاس کشتی و سپرده مالی جهت پرداخت حقوق و عوارض و هزینه‌های بندری
- ایجاد پرونده شناور
- هماهنگی دریایی خدمات دریایی

## پاس کشتیها
- برافراشتن پرچم زرد
- اجرای پاس کشتی
- نوبت‌گذاری شناورها

براساس نوع، اندازه، آبخور، شناور، نوع محموله، آمادگی کشتیرانی و صاحبان کالا و عملیات غیرتجاری و اضطراری صورت می‌گیرد

## راهنمایی کشتیها
- گرفتن راهنما
- انجام عملیات راهنمایی به‌طور 24 ساعته
- پهلودهی به اسکله مناسب

## تخلیه و بارگیری
- عملیات تخلیه و بارگیری

## خروج کشتی از بندر
- درخواست خروج کشتی توسط نمایندگی کشتیرانی
- اخذ تایید از مراجع ذیصلاح مانند گمرگ، امور بندری، امور مالی، امور دریایی و قسمت‌های بازرسی ایمنی شناور و غیره
- اخذ اجازه حرکت جهت کشتی
- گرفتن راهنما و هدایت به لنگرگاه